# Figli del destino
Figli del destino è un docufilm del 2019 diretto da Francesco Miccichè e Marco Spagnoli, trasmesso su Rai 1 il 23 gennaio 2019, in occasione dell'imminente Giorno della Memoria.

## Trama
Viene raccontata la storia di quattro bambini italiani ebrei, vittime delle leggi razziali fasciste del 1938: Liliana Segre di Milano, Tullio Foà di Napoli, Lia Levi di Roma e Guido Cava di Pisa. La ricostruzione delle loro vite è intervallata dalle testimonianze dei quattro ebrei.

## Produzione
Il docufilm è stato realizzato grazie, oltre che alle testimonianze dei protagonisti, ai materiali forniti dalla Fondazione centro di documentazione ebraica contemporanea (CDEC), dall'Istituto Luce Cinecittà, da Rai Teche e dallo United States Holocaust Memorial Museum.